# Emisfera estică

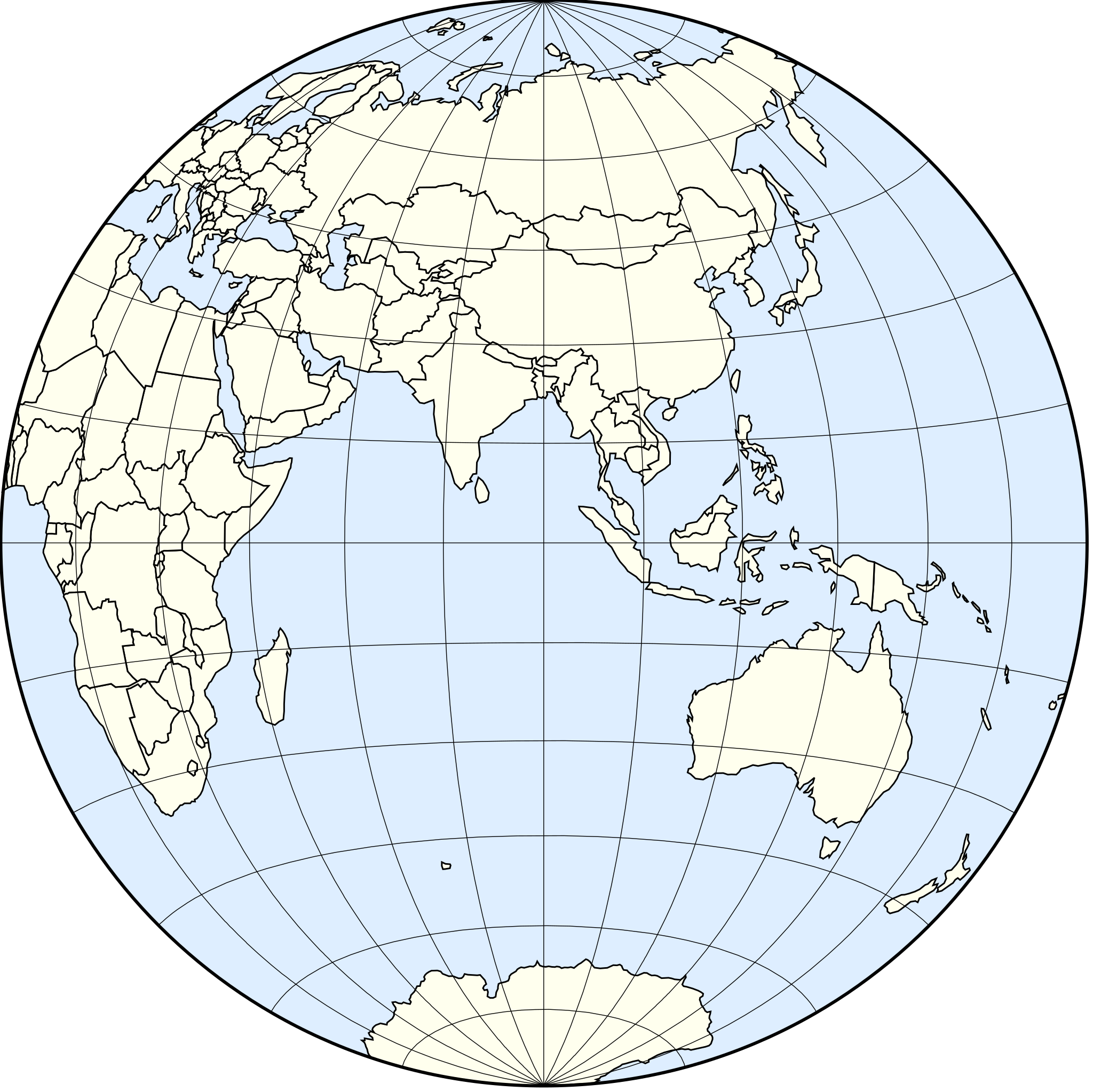
Emisfera estică

Emisfera estică sau emisfera orientală este o parte a Pământului aflată la est de Oceanul Atlantic. Include Europa, Asia, Australia și Africa. Limitele sale sunt adesea considerate între 20° longitudine vestică și 160° longitudine estică.
Adesea emisfera estică este considerată ca o jumătate a Pământului situată la est de meridianul Greenwich până la meridianul 180°, care cuprinde continentul asiatic, Oceanul Indian, Australia, cea mai mare parte a continentului african și a continentului european, o parte din Oceanul Pacific și Antarctica.
Vezi și Emisfera vestică